# Ricardo de Harcourt
Ricardo de Harcourt (1180 – 1240) foi Barão de Harcourt, de Saint-Sauveur-le-Vicomte e de Auvers, foi Senhor de Elbeuf, de Bourgtheroulde-Infreville, de La Saussaye, de Brionne, Beaumont-le-Roger, de Angeville, de Saint-Nicolas-du-Bosc, e de outras localidade Francesas.
Aparece documentando em 1210 como Cavaleiro do rei Filipe II de França e foi convidado para assitir à coroação do rei Luís IX de França em Reims no dia 29 de Novembro de 1226.
Em Setembro de 1235 foi convocado pelo rei Saint Louis à Basílica de Saint-Denis junto com os trinta dos principais senhores e barões de França como objectivo de se oporem aos prelados que procuravam fugir à justiça real aplicando a justiça temporal.

## Relações familiares
Ricardo de Harcourt foi filho de Roberto II de Harcourt e de Joana de Meulan, Senhora de Meulan e de Brionne.
Casou com Matilde Taisson (? - 1242), Senhora de La Roche-Tesson, de Saint-Sauveur, de Auvers e de Avrilly, de quem teve:
1. João I de Harcourt (1198 - 5 de Novembro de 1288), Barão de Harcourt, casou com Alice de Beaumont, filha de João de Beaumont, e de Alice de Villemomble.
2. Raul de Harcourt, autor da Genealogia dos Senhores de Avrilly.
3. Roberto de Harcourt, Senhor Beaumesnil, autor da genealogia dos Beaumesnil, casou com Joana de Saint-Céneri.
4. Américo de Harcourt, Senhor de Elbeuf, encontra-se ligado Perpignan em 1285.
5. André de Harcourt, senhor de Cailleville.
6. Hugo de Harcourt, Senhor de Poligny.
7. Joana de Harcourt, Foi freira na Abadia Real de Longchamp.
8. Perrette de Harcourt, casou com João II de Hellenvillers.
9. Alice de Harcourt, casou com Filipe Pérusse, Senhor de Les Salles-Lavauguyon.
10. Margarida de Harcourt.